# اس‌اس پنگوئن
اس‌اس پنگوئن (به انگلیسی: SS Penguin) یک کشتی بود که طول آن ۲۲۰ فوت ۶ اینچ (۶۷٫۲۱ متر) بود. این کشتی در سال ۱۸۶۴ ساخته شد.